# Marmor Parium

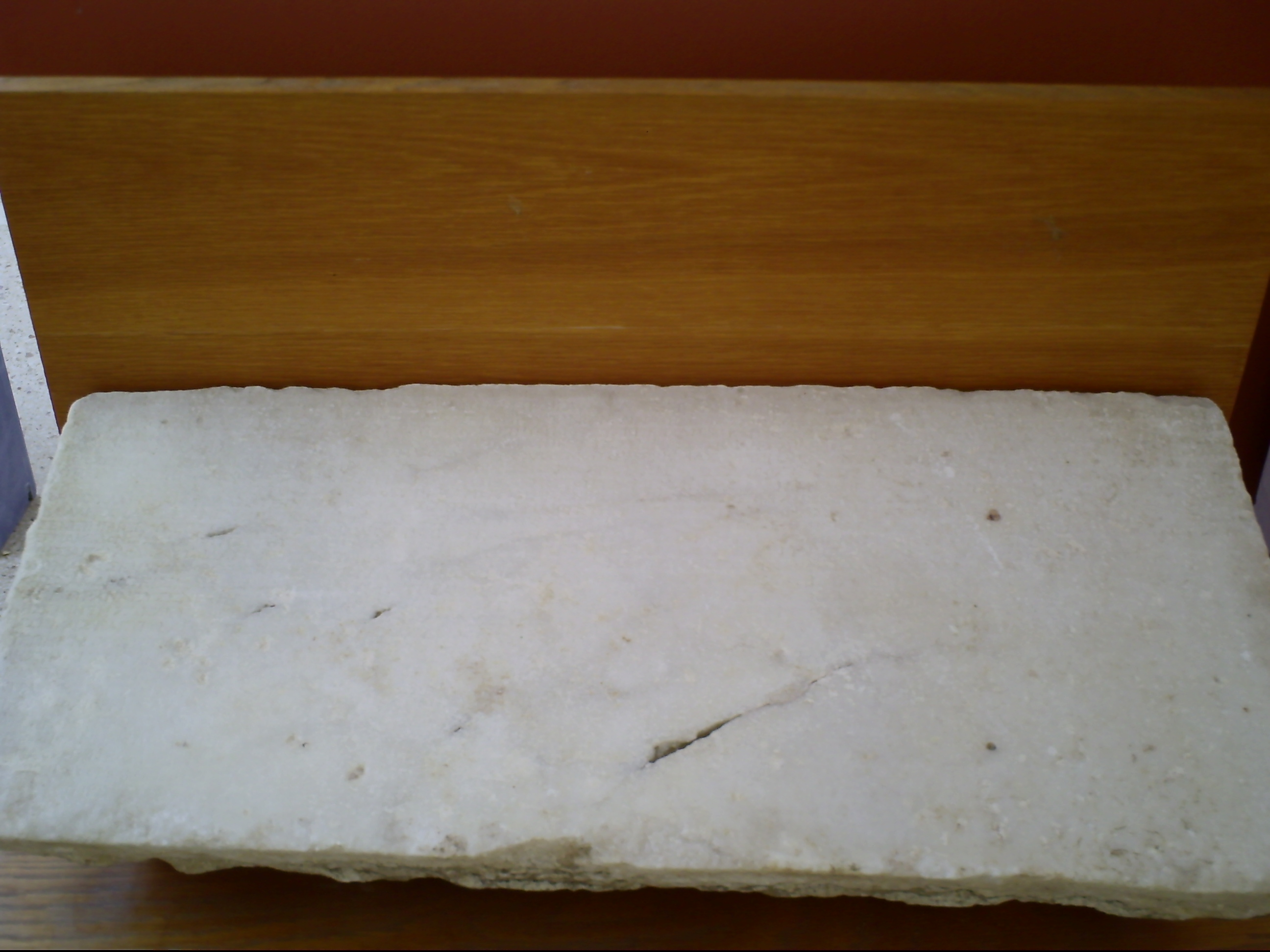
Il secondo frammento

Il Marmor Parium, o cronaca di Paro, è un'iscrizione greca risalente alla metà del III secolo a.C.

## Conservazione
L'opera è incisa su una lastra di marmo (originariamente alta due metri e larga settanta centimetri) della quale furono ritrovati ampi frammenti nell'isola di Paro. Si ha notizia di due parti di quest'iscrizione; una (detta A) venne acquistata a Smirne nel XVII secolo per conto di Thomas Howard conte di Arundel. Una trascrizione, con commento, della parte superiore del frammento fu pubblicata a Londra da John Selden nel 1628, dopodiché il frammento superiore che era stato trascritto andò distrutto durante le guerre di religione; l'altra metà è conservata all'Università di Oxford, all'Ashmolean Museum; la seconda  parte (titolata da Jacoby come B), che copre gli anni 336-299 a.C., fu trovata nel 1897 nel porto di Paroikia ed è conservata nel Museo archeologico di Paro.

## Struttura

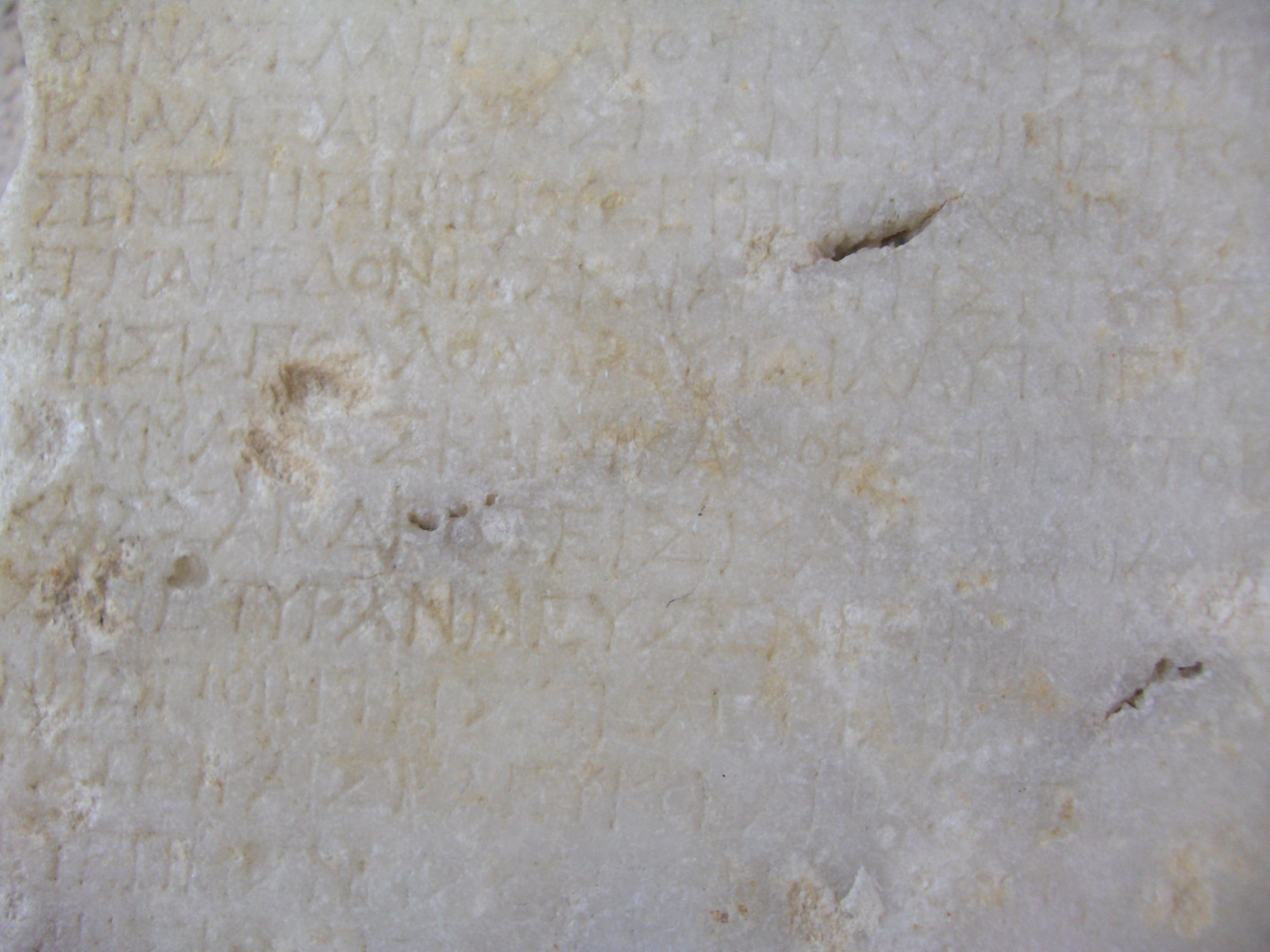
Ingrandimento del secondo frammento

Il documento  ha una impostazione cronologica, che riporta numerosi avvenimenti della storia greca ed il suo autore è ignoto, ma è probabile che scrivesse tra il 264 ed il 245 a.C.
Si ritiene che il testo iniziasse col regno di Cecrope (di cui è fissata nel 1581 a.C. l'ascesa al trono di Atene) per giungere fino all'anno in cui ad Atene fu arconte Diogneto (264-263 a.C.) coprendo, secondo i calcoli del compilatore, uno spazio di 1318 anni, con una lacuna per gli anni 354-335 a.C., compresi in un frammento mancante. La cronologia si divide in tre periodi: mitico, da Cecrope fino ad Omero; storico, da Omero ad Alessandro; contemporaneo, da Alessandro Magno fino al 263 a.C. Più in particolare, i righi 1-29 coprono il periodo ca. 1581/80 – 907-05 a.C., con eventi mitologici legati ai re greci, alla poesia, religione, fondazione di templi; i righi 46-93, che riguardano il periodo 895-354 a.C., registrano l'arcontato annuale di Atene, innovazioni nella musica e teatro, vite dei tragici, comici e altri poeti, eventi storici; infine, B, per un totale di 34 righi, tratta del periodo 335-299, con eventi storici dell'Età ellenistica, vite di poeti, fondazioni di città, eventi naturali catastrofici .
Il prevalente interesse per la storia ateniese ha fatto ritenere che sia opera di un colto cittadino ateniese che, come egli dice nell'incipit, ha tratto notizie da varie fonti e giungesse quale iscrizione ad uso dei cittadini di Paro. Ricco di notizie di ogni tipo, questo documento fornisce anche, seppure in modo schematico, preziose informazioni su argomenti letterari, con prevalenza per quelli relativi alla tragedia e dati biografici di importanti lirici greci.